# 梅蒂·波尔森
梅蒂·波尔森（丹麥語：Mette Poulsen，1993年6月14日—），丹麥女子羽毛球運動員。

## 簡歷

### 2010年 冰岛羽球赛夺冠
2010年11月，梅蒂·波尔森与弗雷德里克·科尔贝尔出戰冰島羽毛球國際賽，在混双决赛以2比1（21-17、8-21、21-16）击败了队友的Kasper Paulsen/约瑟芬·范·赞纳，赢得成年组赛事冠军，亦是她首个國際挑戰賽混双冠军。

### 2011年 欧青赛女双夺冠
2011年7月，梅蒂·波尔森分别与萊恩·杰克斯菲德以及安德斯·斯考劳普·拉斯姆森出戰白夜羽毛球賽，在女双準决赛以1比2（21-19、21-23、17-21）不敌俄罗斯强档的伊琳娜·克列布科/安娜斯塔西亚·鲁斯基赫；而混双準决赛以1比2（21-18、15-21、13-21）不敌新加坡强档的丹尼·巴瓦·克里斯南塔/梁语嫣。同期7月，她代表丹麦参加芬蘭萬塔舉行的歐洲青年羽毛球錦標賽，在率先进行的团体中，助丹麦队赢得混合團體季军；此外，还與搭档Ditte Strung Larsen贏得女子雙打冠軍。同年11月，她与弗雷德里克·科尔贝尔出戰蘇格蘭羽毛球國際賽，在混双準决赛以0比2（16-21、18-21）不敌赛会头号种子、波兰强档的沃伊切赫·苏库德拉尔塞克/阿格涅什卡·维特科夫斯卡。

### 2013年-2014年 克羅地亞羽球赛夺冠
2013年5月，梅蒂·波尔森出戰丹麥羽毛球國際賽，在女单决赛以0比2（15-21、10-21）不敌赛会7号种子、德国名将的奥尔佳·科农，赢得亚军。
2014年2月，梅蒂·波尔森代表丹麦参加瑞士巴塞爾举办的歐洲女子羽毛球團體錦標賽，助球队赢得女子團體冠军。同年3月，她出戰羅馬尼亞羽毛球國際賽，在女单準决赛以0比2（16-21、14-21）不敌赛会8号种子、匈牙利名将的劳拉·萨罗西。同年4月，她出戰克羅地亞羽毛球國際賽，在女单决赛以2比1（23-25、21-19、21-16）击败了赛会5号种子、土耳其名将的奥兹格·巴伊拉克，赢得成年组赛事冠军，亦是她首个國際系列賽女单冠军。

### 2015年 冰岛羽球赛夺冠
2015年1月，梅蒂·波尔森出戰冰島羽毛球國際賽，在女单决赛以2比0（21-11、21-9）击败了赛会5号种子、芬兰名将的南纳·瓦尼奥，赢得国际赛冠军。同年3月，她出戰葡萄牙羽毛球國際賽，在女单準决赛以0比2（13-21、11-21）不敌赛会头号种子、日本名将的高橋沙也加。同年4月，她出戰芬蘭羽毛球公開賽，在女单準决赛以1比2（21-17、8-21、13-21）不敌印尼名将的菲比·安古尼。同期4月，她出戰荷蘭羽毛球國際賽，在女单準决赛以0比2（11-21、9-21）不敌赛会3号种子、荷兰名将的苏拉娅·德维什·艾贝尔根。

### 2016年 蘇格蘭羽球赛夺冠
2016年2月，梅蒂·波尔森代表丹麦参加俄羅斯喀山举办的歐洲女子羽毛球團體錦標賽，助球队赢得女子團體冠军。同年4月，她出戰芬蘭羽毛球公開賽，在女单準决赛以1比2（16-21、21-14、17-21）不敌赛会7号种子、队友的安娜·蒂亚·马德森。同期4月，她出戰荷蘭羽毛球國際賽，在女单决赛以0比2（18-21、18-21）不敌德国华裔名将的李怡逢，赢得亚军。同年9月，她出戰布拉格羽毛球公開賽，在女单决赛以0比2（10-21、15-21）不敌赛会4号种子、队友的纳塔利娅·科克·罗泽，赢得亚军。同年11月，她出戰蘇格蘭羽毛球大獎賽，在女单决赛以2比1（21-18、17-21、21-14）击败了赛会6号种子、瑞士名将的萨布丽娜·贾奎特，赢得成年组赛事冠军。亦是她首个大獎賽女单冠军。同年12月，她出戰愛爾蘭羽毛球公開賽，在女单準决赛以1比2（9-21、21-8、12-21）不敌赛会头号种子、队友的萊恩·杰克斯菲德。

### 2017年-2018年
2017年4月，梅蒂·波尔森代表丹麦参加本国举办的歐洲羽毛球錦標賽，她以赛会5号种子在首圈轮空；在次圈激战三局以2比1（21-12、15-21、25-23）力克德国华裔的李怡逢；在十六强中，再度遭遇另一名德国名将的路易丝·海姆，陷入苦战以2比1（21-15、15-21、21-15）击败了对手；在八强中，表现出色以2比0（21-13、21-18）击退了俄罗斯名将的叶夫根尼娅·科泽茨卡亚；在準决赛，面对赛会头号种子、奥运冠军的卡罗列娜·马琳，直落两局以0比2（17-21、12-21）不敌对手，赢得欧锦赛女子单打季军。

## 主要比賽成績
只列出曾進入準決賽的國際賽事成績：
| 年份   | 賽事                       | 公開賽級別 | 項目     | 拍檔                     | 成績   |
| ------ | -------------------------- | ---------- | -------- | ------------------------ | ------ |
| 2010年 | 冰島羽毛球國際賽           | 國際挑戰賽 | 混合雙打 | 弗雷德里克·科尔贝尔      | 冠軍   |
| 2011年 | 白夜羽毛球賽               | 國際挑戰賽 | 女子雙打 | 萊恩·杰克斯菲德          | 準決賽 |
| 2011年 | 白夜羽毛球賽               | 國際挑戰賽 | 混合雙打 | 安德斯·斯考劳普·拉斯姆森 | 準決賽 |
| 2011年 | 歐洲青年羽毛球錦標賽       | 其他       | 混合團體 | －                       | 季軍   |
| 2011年 | 歐洲青年羽毛球錦標賽       | 其他       | 女子雙打 | Ditte Strung Larsen      | 冠軍   |
| 2011年 | 蘇格蘭羽毛球國際賽         | 國際挑戰賽 | 混合雙打 | 弗雷德里克·科尔贝尔      | 準決賽 |
| 2013年 | 丹麥羽毛球國際賽           | 國際挑戰賽 | 女子單打 | －                       | 亞軍   |
| 2014年 | 歐洲女子羽毛球團體錦標賽   | 其他       | 女子團體 | －                       | 冠軍   |
| 2014年 | 羅馬尼亞羽毛球國際賽       | 國際系列賽 | 女子單打 | －                       | 準決賽 |
| 2014年 | 克羅地亞羽毛球國際賽       | 國際系列賽 | 女子單打 | －                       | 冠軍   |
| 2015年 | 冰島羽毛球國際賽           | 國際系列賽 | 女子單打 | －                       | 冠軍   |
| 2015年 | 葡萄牙羽毛球國際賽         | 國際系列賽 | 女子單打 | －                       | 準決賽 |
| 2015年 | 芬蘭羽毛球公開賽           | 國際挑戰賽 | 女子單打 | －                       | 準決賽 |
| 2015年 | 荷蘭羽毛球國際賽           | 國際系列賽 | 女子單打 | －                       | 準決賽 |
| 2016年 | 歐洲女子羽毛球團體錦標賽   | 其他       | 女子團體 | －                       | 冠軍   |
| 2016年 | 芬蘭羽毛球公開賽           | 國際挑戰賽 | 女子單打 | －                       | 準決賽 |
| 2016年 | 荷蘭羽毛球國際賽           | 國際系列賽 | 女子單打 | －                       | 亞軍   |
| 2016年 | 布拉格羽毛球公開賽         | 國際挑戰賽 | 女子單打 | －                       | 亞軍   |
| 2016年 | 蘇格蘭羽毛球大獎賽         | 大獎賽     | 女子單打 | －                       | 冠軍   |
| 2016年 | 愛爾蘭羽毛球公開賽         | 國際挑戰賽 | 女子單打 | －                       | 準決賽 |
| 2017年 | 歐洲羽毛球錦標賽           | 其他       | 女子單打 | －                       | 季軍   |
| 2018年 | 匈牙利羽毛球國際賽         | 國際挑戰賽 | 女子單打 | －                       | 準決賽 |
| 2018年 | 匈牙利羽毛球國際賽         | 國際挑戰賽 | 混合雙打 | 乔尔·叶佩                | 冠軍   |
| 2018年 | 挪威羽毛球國際賽           | 國際系列賽 | 混合雙打 | 乔尔·叶佩                | 冠軍   |
| 2019年 | 波蘭羽毛球公開賽           | 國際挑戰賽 | 女子雙打 | 亞歷山德拉·博爾          | 亞軍   |
| 2019年 | 杜拜羽毛球國際挑戰賽       | 國際挑戰賽 | 女子雙打 | 亞歷山德拉·博爾          | 亞軍   |
| 2019年 | 愛爾蘭羽毛球公開賽         | 國際挑戰賽 | 女子雙打 | 亞歷山德拉·博爾          | 準決賽 |
| 2020年 | 歐洲羽毛球男女子團體錦標賽 | 其他       | 女子團體 | －                       | 冠軍   |
| 2021年 | 歐洲羽毛球混合團體錦標賽   | 其他       | 混合團體 | －                       | 冠軍   |
| 2021年 | 丹麥羽毛球大師賽           | 國際挑戰賽 | 女子雙打 | 莎拉·伦高                | 準決賽 |

| 2007-2017年 | 首要超級賽 | 超級賽 | 黃金大獎賽 | 大獎賽 | 國際挑戰賽 | 國際系列賽 | 未來系列賽 | 其他 |

| 2018-2026年 | 總決賽 | 超級1000賽 | 超級750賽 | 超級500賽 | 超級300賽 | 超級100賽 | 國際挑戰賽 | 國際系列賽 | 未來系列賽 | 其他 |

### 奧運會和世錦賽參賽紀錄
|          | 搭檔            | 2021 |
| -------- | --------------- | ---- |
| 女子雙打 | 亚历山德拉·博尔 | 32強 |